# S.A.T. (compagnie aérienne)
 (mai 2023).
S.A.T. Fluggesellschaft mbH
SAT Luftfahrt mbH (abréviation de Special Air Transport ) était une compagnie aérienne fondée par des entrepreneurs turcs en 1978 et basée à l‘aéroport de Cologne. La compagnie commence à exploiter des Fokker F-27 et a ajouté trois Caravelle Sud Aviation à sa flotte en 1978 et 1979, qui ont été achetées et utilisées par LTU. En 1979, la société a été achetée par l'avocat Hinrich Bischoff incluant les trois Caravelle, en juin 1986, la licence d'exploitation de vol SAT a été transférée à Germania  et les avions SAT ont été intégrés à la flotte de Germania. Pendant ce temps, la désormais ancienne compagnie aérienne SAT a continué en tant que société de location d'avions. En 2017, SAT a fusionné avec Germania et est devenue société mère sous le nom de Germania Beteiligungsgesellschaft mbH . Germania a déclaré faillite le 26 février 2019 au tribunal de district de Charlottenburg.

## Sources
1. ↑  Tony Eastwood, John Roach: Jet Airliner Production List. The Aviation Hobby Shop, West Drayton, 2004, S. 99.
2. ↑  Karl-Dieter Seifert: Der deutsche Luftverkehr 1955–2000. Bernard & Graefe Verlag, Bonn 2001,  (ISBN 3-7637-6121-7), S. 144.
3. 1 2  (de) « Unternehmensgeschichte » [archive du 14 janvier 2016], sur flygermania.com, 15 juin 2013.